# Barytettix nigrofasciatus
Barytettix nigrofasciatus is een rechtvleugelig insect uit de familie veldsprinkhanen (Acrididae). De wetenschappelijke naam van deze soort is voor het eerst geldig gepubliceerd in 1974 door Cohn & Cantrall.